# ラウンド・オーク駅
ラウンド・オーク駅（ラウンドオークえき、英: Round Oak railway station）は、かつてオックスフォード-ウスター-ウルヴァーハンプトン線にあった駅（廃駅）である。

## 歴史
当駅は、ブライアリー・ヒルの町で利用される駅として、1852年に開業した。
当駅では、元々はオックスフォード、ウスター・アンド・ウルヴァーハンプトン鉄道およびサウス・スタッフォードシャー鉄道、後にそれぞれグレート・ウェスタン鉄道および（ロンドン・アンド・ノース・ウェスタン鉄道との合併を通じて）ロンドン、ミッドランド・アンド・スコティッシュ鉄道となった、2つの鉄道／ルートを利用することができた。

## 事故

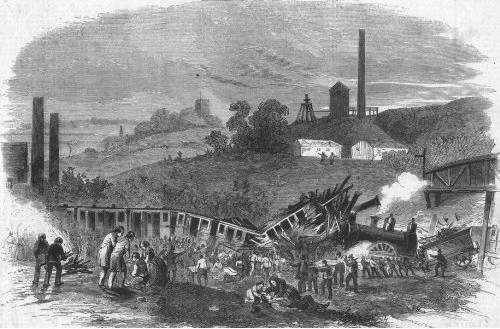
「ラウンド・オーク駅近くの、オックスフォード・アンド・ウスター鉄道の事故」の1858年印刷物

1858年に、当駅で遊覧列車の連結器が壊れ、後部車両がラウンド・オーク駅からの下り勾配によりブレッテル・レーン方へ押し戻され、車両が他の列車（実際には、長大編成により一度は問題なく既に切り離されていた、同じ遊覧列車の一部であった）と衝突したことにより、乗客14名が死亡し、50名よりも多い負傷者を出した。

## 閉鎖
1962年のプレ・ビーチングにて、イギリス国鉄は当駅を閉鎖し、同時に貨物利用による計画が断念された。
ラウンド・オーク・スティール・ターミナル駅行きの貨物列車は、北側に面した数百ヤードの用地を通過し続けている。

## ミッドランド・メトロ
110万ユーロ／15年長の再生プロジェクトでは、単線のトラムおよび他の貨物輸送向けに、ウォルソール、ダドリー・ポート駅、ダドリー駅およびメリー・ヒル・ショッピング・センター間の路線の再開業とともに、当駅が地元のトラム網の一部となる予定である。
貨物列車は、ブレッテル・レーン駅を過ぎると、ストールブリッジ・ジャンクションにて本線へと継続して走行する。
ミッドランド・メトロ・トラムおよび貨物列車用のヘビーレール路線の組み合わせとして、ダドリーを通る鉄道の閉鎖区間は、2010年代中に再開業することが期待された。
それは、ミッドランド・メトロの第二フェーズと一緒に行うために、2012年に通行ルートとして再開業するように設定された。だが、ハーツ・ヒルがある付近の路線から、トラムが分岐することが予想されている。
建設工事が開始されるとき、2012年10月時点では、一切発表はなされていなかった。